# Колодязь (фільм, 2016)
«Колодязь» (фр. Le puits) — алжирський драматичний фільм, знятий Лотфі Бушуші. Прем'єра стрічки в Алжирі відбулась 8 березня 2016. Фільм розповідає про село на півдні Алжиру, яке опиняється в облозі військових.
Фільм був висунутий Алжиром на премію «Оскар» за найкращий фільм іноземною мовою.

## У ролях
- Надя Кейці — Фрейха
- Лорен Морель — лейтенант Енсінас
- Лайла Метссітане — Хадіджа